# Hannelly Quintero
Hannelly Zulami Quintero Ledezma (Ocumare del Tuy, Estado Miranda, Venezuela; 22 de noviembre de 1985) es una modelo, Miss Intercontinental 2009, animadora de televisión y fue la representante de Venezuela en el certamen Miss Mundo 2008, en Johannesburgo, Sudáfrica, el 13 de diciembre de 2008, donde clasificó entre las 15 semifinalistas y ganó el título continental de Reina de las Américas.

## Biografía
Hannelly es la cuarta de once hermanos.
Aunque es nativa del estado Miranda, representó en el concurso Miss Venezuela 2007 al estado Cojedes, donde obtuvo las bandas de Miss Belleza Palmolive, Miss Fotogénica y finalmente la de Miss Venezuela Mundo 2008.
Tiene una amplia y exitosa trayectoria en el mundo de los concursos de belleza. En el 2002 ganó el título "Señorita Ocumare", luego se alzó con el de "Teen Model Venezuela 2005", donde representó al estado Zulia y posteriormente participó en el Miss Venezuela 2007, por el estado Cojedes.
La noche del "Miss Venezuela 2007", después de que le colocaron la corona, un hombre que según sus antecedentes padece de esquizofrenia, le quitó la corona e intentó salir corriendo, pero fue detenido por los agentes de seguridad de Venevisión, apostados a los lados del escenario, en El Poliedro de Caracas. Al momento de ese suceso, la corona que obtuvo sufrió unos leves daños. Este atentado iba a ser contra Dayana  Mendoza, Miss Venezuela 2007 y Miss Universo 2008.
Cursó estudios de Comunicación en la capital venezolana, Caracas, donde reside desde muy temprana edad.
Quintero, llegó al canal venezolano Televen en el 2011, pero no es hasta 2013 cuando entró en el equipo del programa "Vitrina", donde comparte con la exmiss Venezuela Ly Jonaitis, la modelo y animadora Andrea Matthies, en compañía del actor y animador Leonardo Aldana y la modelo Rosamaría Matteo.
Fue la conductora de varios programas de Televen el de cámara escondida de Televen Tas Pillao, y el Kino Táchira .
Está casada con el empresario Bernardo Andrés Arosio Hobaica, quien fue detenido en marzo de 2023; por estar vinculado con hechos de corrupción, relacionados con PDVSA. En abril de 2024, Arosio recibió la medida de casa por cárcel. Tienen cuatro hijos: Mattias, Thiago, Carlota e Ignazio.

## Títulos
- Señorita Ocumare 2002 (Ganadora)
- Teen Model Venezuela 2005 (Ganadora)
- Miss Venezuela 2007 (Miss Venezuela Mundo 2007)
- Reina Hispanoamericana 2007 (Finalista)
- Miss Mundo 2008 (Semifinalista)
- Miss Intercontinental 2009 (Ganadora)